# Janet Kagan
Janet Kagan z domu Megson (ur. 18 kwietnia 1946, zm. 29 lutego 2008) – amerykańska pisarka. Stworzyła dwie powieści fantastycznonaukowe oraz liczne opowiadania fantastyczne, które ukazywały się w takich magazynach jak „Analog Science Fiction and Fact” oraz „Asimov’s Science Fiction”. Jej opowiadanie Mistrzowskie posunięcie dziadka do orzechów było nominowane do Nagrody Hugo i Nagrody Nebula w kategorii Best Novelette, zdobywając tę drugą. W Polsce ukazało się w miesięczniku Nowa Fantastyka oraz w antologii Fantastyczne opowieści wigilijne.
Zmarła po długiej chorobie w 2008 roku.

## Nagrody
Zdobyła nagrodę Asimov’s Reader Poll w 1990 za opowiadanie The Loch Moose Monster, rok później za Getting the Bugs Out i w 1993 za Mistrzowskie posunięcie dziadka do orzechów, które zdobyło także Nagrodę Hugo.

### Powieści
- Uhura's Song (1985)
- Hellspark (1988)

### Antologie
- Mirabile (1991)
- The Collected Kagan (2016)

### Opowiadania

#### Zebrane wMirabile
- "The Loch Moose Monster" (1989)
- "The Return of the Kangaroo Rex" (1989)
- "The Flowering Inferno" (1990)
- "Getting the Bugs Out" (1990)
- "Raising Cane" (1991)
- "Frankenswine" (1991)

#### Inne opowiadania
- "Faith-of-the-Month Club" (1982) [bez podania autorstwa]
- "Junkmail" (1988)
- "The Nolacon Visitation" (1988) (wraz z Patrickiem H. Adkinsem i innymi)
- "Naked Wish-Fulfillment" (1989)
- "What a Wizard Does" (1990)
- "From the Dead Letter File" (1990)
- "Winging It" (1991)
- "Fighting Words" (1992)
- "Love Our Lockwood" (1992) (wydane w antologioi Mike;a Resnick'a Alternate Presidents)
- "Out on Front Street" (1992)
- "The Last of a Vintage Year" (1992)
- "Mistrzowskie posunięcie dziadka do orzechów" (ang. The Nutcracker Coup, 1992),  w Polsce ukazało się w Nowej Fantastyce 147 (12/1994)
- "Christmas Wingding" (1993)
- "No Known Cure" (1993)
- "She Was Blonde, She Was Dead—and Only Jimmilich Opstromommo Could Find Out Why!!!" (1993)
- "Face Time" (1994)
- "Space Cadet" (1994)
- "Najlepszy teoremat Fermata" (ang. Fermat's Best Theorem, 1995), w Polsce ukazało się w Nowej Fantastyce 198 (3/1999)
- "Standing in the Spirit" (1997)
- "The Stubbornest Broad on Earth" (1998)
- "How First Woman Stole Language from Tuli-Tuli the Beast" (2005)